# Batalla d'al-Buqaia
La batalla d'al-Buqaia (també escrit Al-Buqai'a al-Hosn) fou un episodi de les croades l'any 1163, en què s'enfrontaren un grup combinat de diversos exèrcits cristians contra les tropes de Nur-ad-Din Mahmud, l'emir d'Alep i Damasc, que penetraven en el nord del Regne de Jerusalem per disputar la possessió d'aquelles terres. La victòria dels croats suposà només un breu descans en el pla de conquesta de l'emir musulmà, que continuaria atacant, amb més força l'any següent.

## Context
Nur ad-Din havia demostrat ser el pitjor enemic dels joves estats croats. Des que fou nomenat emir d'Alep, inicià campanyes militars d'expansió a expenses dels seus veïns musulmans fins que aconseguí el domini de la ciutat de Damasc, el 1154. Després continuà l'expansió pel Regne de Jerusalem i derrotà el seu exèrcit hàbilment en la batalla del llac Huleh el 1157. Després d'aquesta victòria emmalaltí, cosa que donà temps als senyors cristians a refer-se'n. A finals d'any, Teodoric d'Alsàcia i un grup de pelegrins que anaven acompanyats per cavallers del Temple, capturaren la fortalesa de Harim. Després els croats planejaren ocupar Xaizar, però els plans acabaren en no res per disputes entre Reinald de Châtillon, príncep d'Antioquia i altres cavallers. El 1158, Teodoric i el rei Balduí III de Jerusalem derrotaren les tropes de Nur ad-Din en un lloc anomenat Butaiha, al nord-est de Tiberíades. L'any 1160 Reinald fou capturat i romandria pres durant 16 anys. El desembre del 1161, l'emperador romà d'Orient, Manuel I Comnè, es casà amb Maria d'Antioquia, aliança que enfortí la relació entre ambdós estats.
Tant el nou rei cristià Amalric I de Jerusalem com Nur ad-Din, tingueren notícia de la feblesa en què estava el govern fatimita d'Egipte. El califa Adh-Dhàfir havia estat assassinat i, després de diveros cops d'estat, Xàwar es feu amb el poder el 1162, però aviat fou deposat i entrà en contacte amb Nur ad-Din per demanar-li suport. Nur ad-Din sabia que si li negava l'ajut, el rei cristià aniria a treure'n profit de la situació, per tant envià el seu lloctinent Xirkuh al cap d'un exèrcit per ajudar el visir egipci.

## Batalla
Mentre Xirkuh lluitava a Egipte, Nur ad-Din muntà una ofensiva sobre el Líban. El rei Amalric acudí amb exèrcit en suport dels seus vassalls del nord, Bohemon III d'Antioquia i Ramon III de Trípoli. Inesperadament, acabava d'arribar un grup de cavallers francs com a pelegrins, els quals s'uniren gustosament a la milícia, entre ells estaven: Hug VIII de Lusignan, comte de La Marca i Geoffrey Martel, germà de Guillem III d'Angulema. L'emperador romà envià Constantí Calamà, al cap d'unes tropes de Cilícia. Nur ad-Din quedà sorprès per aquesta combinació tan nombrosa d'enemics i hagué de fugir per salvar la vida. Segons les cròniques, també els croats quedaren impressionats per les habilitats dels guerrers romans.

## Conseqüències
La facilitat amb què fou derrotat a al-Buqaia feu que Nur ad-Din estigués més desitjós de tornar per obtenir revenja.
Creient que la frontera nord estava segura, Amalric marxà amb el seu exèrcit a Egipte, però en realitat tenia tres fronts oberts, dos al sud, contra Xirkuh, que volia recuperar el poder, i contra Xawar, que volia mantenir la seva posició; el tercer front seguia sent el nord, ja que la retirada de Nur ad-Din només havia estat temporal. Amalric expulsà Xirkuh d'Egipte el 1164, però ràpidament hagué d'abandonar els plans de conquesta en sentir que Nur ad-Din havia infligit una gran derrota als croats en la batalla de Harim.